# Бесступенчатая трансмиссия
Бесступенчатая трансмиссия — трансмиссия автомобиля с бесступенчатым изменением передаточного отношения. Позволяет плавно изменять передаваемый от двигателя по трансмиссии крутящий момент и частоту вращения в большей части своего силового диапазона (или во всём силовом диапазоне).

## Типы бесступенчатых трансмиссий
Фрикционная бесступенчатая трансмиссия
Трансмиссия, в которой преобразование крутящего момента и частоты вращения осуществляется фрикционными передачами.
Под таковыми в первую очередь подразумеваются вариаторы различных конструкций.
Гидродинамическая бесступенчатая трансмиссия
Трансмиссия, в которой преобразование крутящего момента и частоты вращения осуществляется гидродинамическими передачами.
Под таковыми в первую очередь подразумеваются гидротрансформаторы различных конструкций.
Гидрообъёмная бесступенчатая трансмиссия
Трансмиссия, в которой преобразование крутящего момента и частоты вращения осуществляется гидрообъёмными преобразователями.
Конструкция такой трансмиссии предполагает связанные общей линией как минимум один объёмный гидронасос и как минимум один объёмный гидромотор, при этом один из них должен быть управляемый.
Электромеханическая бесступенчатая трансмиссия
Трансмиссия, в которой преобразование крутящего момента и частоты вращения осуществляется механическими и электрическими передачами.
Конструкция такой трансмиссии предполагает некую комбинацию из электрических вращающихся машин, способных работать в качестве электрического генератора и электрического двигателя, при этом одна из электрических машин всегда связана с двигателем внутреннего сгорания автомобиля.
Комбинированная бесступенчатая трансмиссия
Любая произвольная комбинация вышеупомянутых типов трансмиссий.

## Фрикционная бесступенчатая трансмиссия
В основе большинства современных автомобильных вариаторов — клиноременная передача. Левая боковина на ведущем шкиве и правая на ведомом подвижные. Зазор между боковинами в простейшем случае определяется центробежным регулятором, также могут применяться нагрузочные муфты. При повышении частоты вращения двигателя и ведущего вала боковины ведущего вала сдвигаются, тем самым посадочный диаметр шкива увеличивается, а коэффициент передачи — уменьшается.
Ременная передача целесообразна для мопедов и автомобилей особо малого класса; для более тяжёлых машин применяется цепная передача на том же конструктивном принципе.
Такая трансмиссия сама по себе не может ни стоять на месте, ни двигаться задним ходом — потому в большинстве автомобилей с вариаторами имеются гидротрансформатор и один планетарный ряд. Существует гибрид вариатора и робота — вариатор со сцеплением. В мопедах — автоматическое (центробежное) сцепление.
Вариатор не может работать с огромными крутящими моментами — на «низких передачах», используемых для резкого старта и форсирования препятствий, ведущий шкив имеет минимальный размер, и весь крутящий момент передаётся через минимальную площадь ремня. Возможна прокрутка ремня, что очень вредно — царапается шкив, что ускоряет износ всего вариатора. На плохих дорогах бывает и такое: машина буксует на льду, добуксовывает до дороги и цепляется за неё, что тоже может привести к прокрутке. Этому есть несколько решений:
- Электроника ограничивает мощность мотора в рискованных режимах.
- Планетарный ряд, расположенный после вариатора, преобразует скорость в силу и этим частично разгружает вариатор (линейка трансмиссий Subaru Lineartronic).
- Всю нагрузку берёт на себя стартовая передача, действующая в обход вариатора (Toyota Direct-Shift CVT, появившаяся в 2018 — некоторые модели Toyota Corolla, Lexus UX200[7]).

### Применение
Вариатор в качестве трансмиссии на колёса применяется широко:
- В автомобилях класса до малого: (DAF 600 и последующие до DAF 66, 1959—1975; Ford Fiesta, 1983—2002; Fiat Uno, 1983—89). Именно на них проявляются преимущества вариатора и не важны недостатки.
- В мотороллерах.

Вариатор применяется нечасто:
- В автомобилях классов до семейного (Toyota Corolla, Subaru Legacy), лёгкий и средний кроссовер (Nissan Qashqai, Subaru Forester). Существуют производители (в основном японские), специализирующиеся именно на вариаторных авто.

Вариатор не применяется:
- В крупных и внедорожных автомобилях. Вариатор на такие нагрузки не способен.
- В гоночных и спортивных автомобилях. Разработки по гоночным вариаторам, начавшиеся в конце 1980-х, были пресечены правилами гонок. Спорткар повторяет некоторые черты гоночного, и потому вариатора (даже механико-вариаторного гибрида на манер Toyota Direct-Shift CVT) иметь в принципе не может.

### История вариаторных трансмиссий
Первая бесступенчатая трансмиссия была запатентована в 1886 году. С 1950-х годов бесступенчатые трансмиссии широко применялись для бортовых авиационных электрогенераторов, приводимых в действие вспомогательными двигателями.
Первая автомобильная бесступенчатая трансмиссия c резиновыми клиновыми ремнями была применена в малогабаритных голландских автомобилях DAF (DAF 600), а после продажи отделения DAF, выпускавшего пассажирские автомобили, патент унаследовала Volvo.
В 1987 году клиновые вариаторы с цепным приводом были запущены в массовое производство Ford и FIAT (Ford Fiesta, FIAT Uno). В то же время Subaru наладило производство своей CVT, которую поставляло и поставляет другим автопроизводителям.
В конце 1990-х годов вариаторы начали устанавливать и на машины среднего класса, взамен традиционных гидромеханических АКПП.

## Комбинированная трансмиссия

### Toyota Direct-Shift CVT
Механико-вариаторный гибрид, призванный побороть главный недостаток вариатора — проблемы со стартом. Состоит из вариатора и стартовой зубчатой передачи, действующей в обход вариатора. Последняя работает в самых сложных для вариатора режимах — старте и вытаскивании из грязи.

### e-CVT (планетарно-электрический «вариатор» гибридных автомобилей)
CVT, установленная на автомобиле Toyota Prius, разработчики назвали PSD (Power Split Device, устройство распределения мощности, «трёхходовая муфта»). Построено PSD на основе планетарной передачи, где с «солнцем» соединён генератор, «водило сателлитов» соединено с двигателем, а «коронная шестерня» — с электромотором и колёсами. Поскольку соотношение диаметров (числа зубьев) шестерён планетарной передачи постоянное, планетарная передача делит крутящий момент двигателя внутреннего сгорания в постоянном отношении. Однако мотор-генератор, соединённый с «солнцем» планетарной передачи, может быть больше или меньше нагружен электрическим током.
Управляет этим процессом контроллер гибридной системы автомобиля. Момент торможения и, соответственно, обороты генератора могут изменяться в широких пределах (от −6000 об/мин до +6000 об/мин), то есть генератор может работать и как электромотор. Поэтому скорость вращения колёс автомобиля изменяется плавно, бесступенчато. При этом мощность, получаемая генератором, не пропадает — в виде электрической энергии она поступает на «тяговый» электромотор и, объединяя усилия с моментом двигателя, приводит в движение автомобиль. Такой гибридный привод в целом называется гибридный синергетический привод.